# Lakkurhosahalli, Malur
Lakkurhosahalli là một làng thuộc tehsil Malur, huyện Kolar, bang Karnataka, Ấn Độ.